# Communauté d'agglomération Seine-Eure
Pour les articles homonymes, voir CASE.
La communauté d'agglomération Seine-Eure (CASE) est une communauté d'agglomération située dans le département de l'Eure, en Normandie. 

## Historique

### L'ancienne communauté d'agglomération (1996-2019)

#### L'origine (1996-2000)

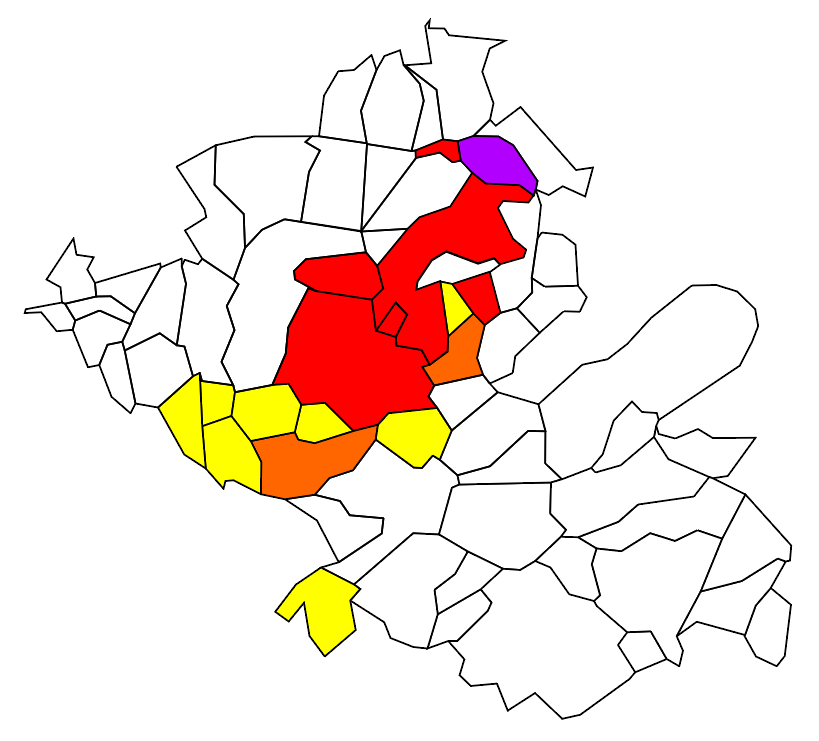
Carte des communes selon leur année d'entrée : rouge (1997), jaune (1998), orange (1999), violet (2000).

En 1996, les maires des communes de Louviers (Franck Martin), Val-de-Reuil (Bernard Amsalem) et Incarville (Nicole Cormier), choisissent, grâce à la loi de 1992, d'unir leurs trois communes dans une communauté de communes. Le 1er janvier 1997, la communauté de communes Seine-Eure est née. Elle regroupe 33 031 habitants.
En 1998, s'ajoutent huit communes : Saint-Étienne-du-Vauvray, Pinterville, La Vacherie, La Haye-le-Comte, Surville, Quatremare, Crasville et Surtauville.
En 1999, les communes de Saint-Pierre-du-Vauvray et du Mesnil-Jourdain rejoignent à leur tour la communauté de communes Seine-Eure.
En 2000, Poses devient la quatorzième commune. À ce stade, la communauté de communes compte 39 276 habitants. 

#### Première expansion (2001-2003)

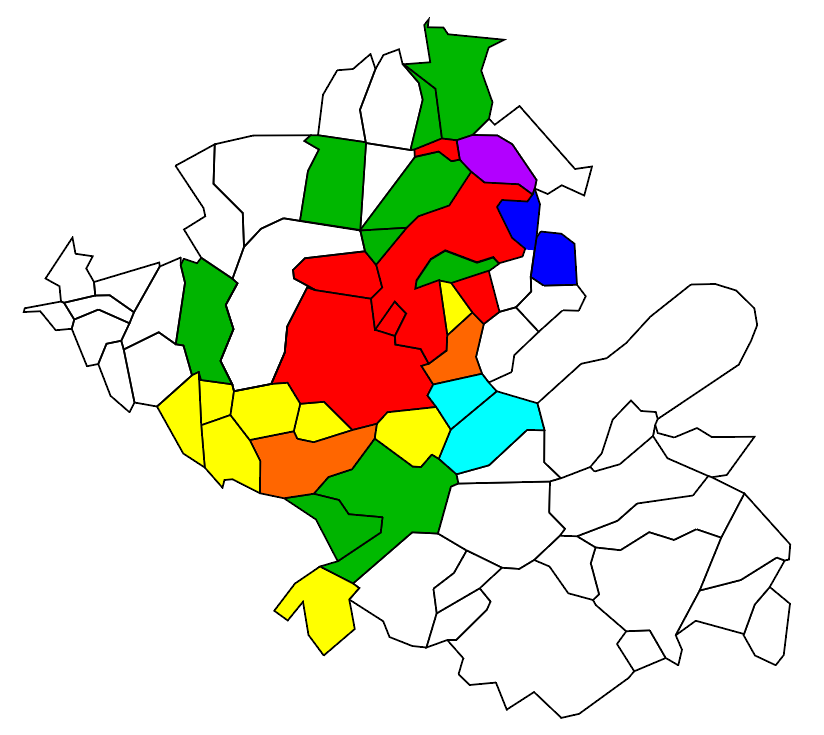
Carte des communes selon leur année d'entrée : vert (2001), bleu (2002), bleu clair (2003).

En 2001, huit communes (Le Vaudreuil, Acquigny, Amfreville-sur-Iton, La Haye-Malherbe, Léry, Pont-de-l'Arche, Pîtres, Le Manoir) rejoignent la communauté. La communauté de communes devient une communauté d'agglomération (CA).
En 2002, deux communes font leur arrivée : Tournedos-sur-Seine et Connelles.
En 2003, deux autres communes rejoignent la CA : Vironvay et Heudebouville. 

#### Deuxième expansion au nord (2004-2013)

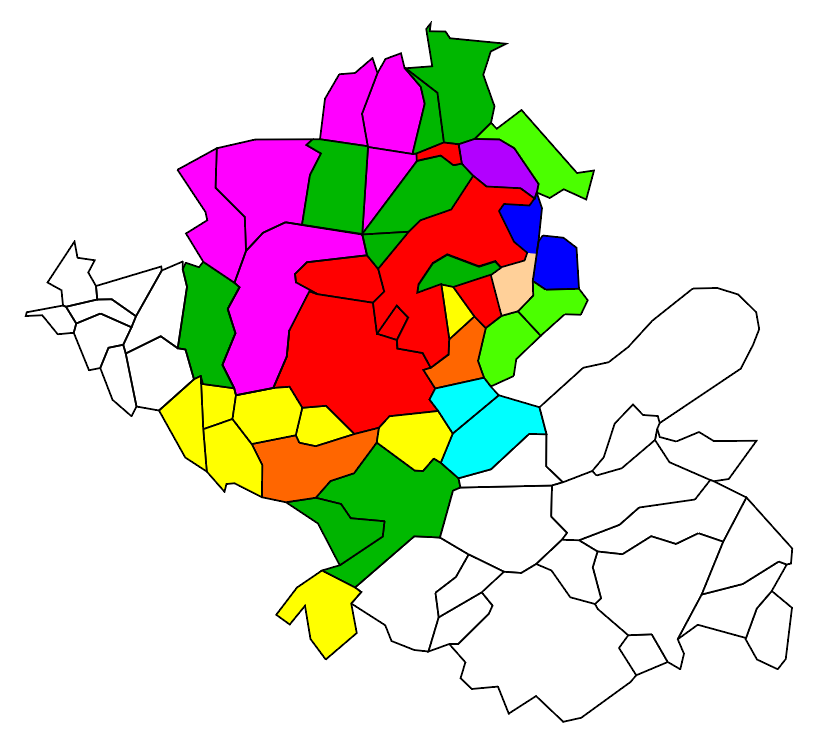
Carte des communes selon leur année d'entrée : vert clair (2011), rose (2013 - CCSB), chair (2013).

En 2011, trois communes rejoignent la CA (Andé, Herqueville et Amfreville-sous-les-Monts).
Le 1er janvier 2013, la CASE et la communauté de communes Seine-Bord (CCSB) fusionnent. Sept nouvelles communes intègrent alors la CASE : Alizay, Igoville, Martot, Criquebeuf-sur-Seine, Les Damps, Montaure, Tostes.
La même année, la commune de Porte-Joie rejoint elle aussi la CA.
À cette date, la CA est composée de 37 communes, pour 67 000 habitants. 

#### Statu quo (2014-2016)
En 2014, un nouveau président est élu. Le territoire reste inchangé.

#### Troisième expansion à l'est (2017-2019)

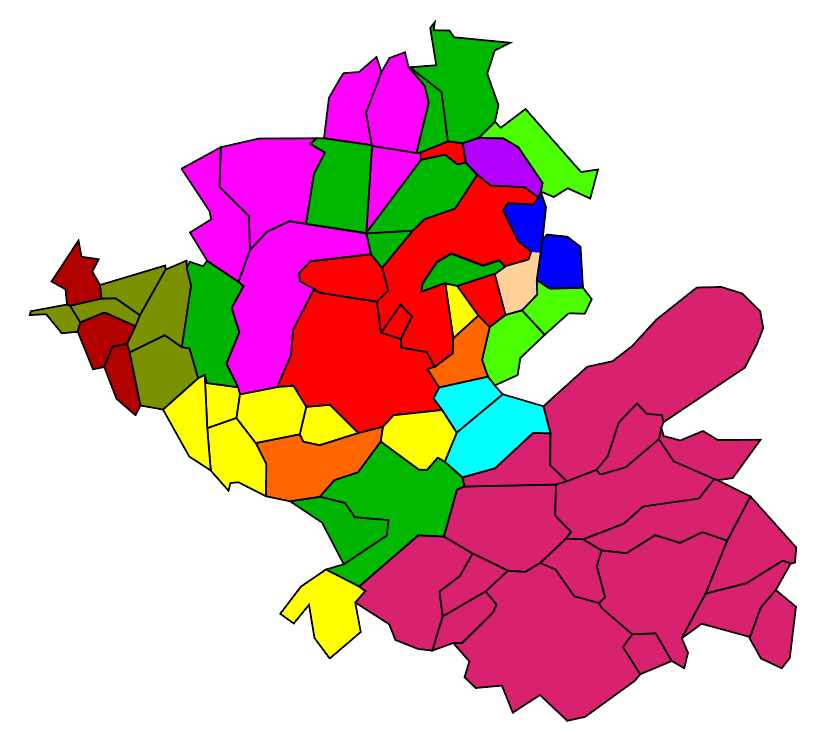
Carte des communes selon leur année d'entrée: kaki (2018), bordeaux (2019), rubis (2019 - CCEMS).

En 2017, les communes de Montaure et Tostes fusionnent et deviennent Terres de Bord.
En 2018, les communes de Porte-Joie et Tournedos-sur-Seine fusionnent et deviennent Porte-de-Seine.
Les communes de Vraiville, Saint-Didier-des-Bois, Saint-Cyr-la-Campagne, Saint-Germain-de-Pasquier et Le Bec-Thomas rejoignent la CASE.
La même année, la CASE renouvelle sa charte graphique. Une conciergerie est mise en place pour les habitants et les entreprises du territoire, une première en France.
Le 1er janvier 2019, les communes de Mandeville, La Harengère et La Saussaye issues de la communauté de communes Roumois Seine ont rejoint la CASE.

### La nouvelle CASE
Le 1er septembre 2019, la CASE et la CCEMS fusionnent pour donner naissance à une "nouvelle" CASE,, : la communauté d'agglomération étendue comprend 60 communes.

## Territoire communautaire

### Géographie
Située dans le nord du département de l'Eure, la communauté d'agglomération Seine-Eure regroupe 60 communes et s'étend sur 543,71 km2.
|                                                                                         |
| Carte de la communauté d'agglomération Seine-Eure au 1er janvier 2019, avant la fusion. |

|                                                                        |
| Carte de l'ancienne CCEMS qui a rejoint la CASE le 1er septembre 2019. |

### Composition
En 2023, la communauté d'agglomération est composée des 60 communes suivantes :

| Nom                         | Code Insee | Gentilé           | Superficie (km2) | Population (dernière pop. légale) | Densité (hab./km2) |
| --------------------------- | ---------- | ----------------- | ---------------- | --------------------------------- | ------------------ |
| Louviers (siège)            | 27375      | Lovériens         | 27,06            | 18 347 (2022)                     | 678                |
| Acquigny                    | 27003      | Acquigniciens     | 17,83            | 1 725 (2022)                      | 97                 |
| Ailly                       | 27005      | Aillytiens        | 15,55            | 1 230 (2022)                      | 79                 |
| Alizay                      | 27008      | Alizéens          | 8,62             | 1 575 (2022)                      | 183                |
| Amfreville-sous-les-Monts   | 27013      | Amfrevillais      | 7,52             | 517 (2022)                        | 69                 |
| Amfreville-sur-Iton         | 27014      | Amfrevillois      | 5,48             | 882 (2022)                        | 161                |
| Andé                        | 27015      | Andéens           | 5,31             | 1 324 (2022)                      | 249                |
| Autheuil-Authouillet        | 27025      | Altoliens         | 11,66            | 944 (2022)                        | 81                 |
| Le Bec-Thomas               | 27053      | Thomasiens        | 1,4              | 200 (2022)                        | 143                |
| Cailly-sur-Eure             | 27124      | Calliaciens       | 3,33             | 223 (2022)                        | 67                 |
| Champenard                  | 27142      | Champenardais     | 2,32             | 304 (2022)                        | 131                |
| Clef Vallée d'Eure          | 27191      |                   | 25,59            | 2 490 (2022)                      | 97                 |
| Connelles                   | 27168      | Connellois        | 4,17             | 172 (2022)                        | 41                 |
| Courcelles-sur-Seine        | 27180      | Courcellois       | 5,47             | 2 157 (2022)                      | 394                |
| Crasville                   | 27184      | Crasvillais       | 2,45             | 121 (2022)                        | 49                 |
| Criquebeuf-sur-Seine        | 27188      | Criquebeuviens    | 14,74            | 1 537 (2022)                      | 104                |
| Les Damps                   | 27196      | Dampsois          | 4,74             | 1 335 (2022)                      | 282                |
| Fontaine-Bellenger          | 27249      | Bérengeois        | 4,96             | 1 089 (2022)                      | 220                |
| Gaillon                     | 27275      | Gaillonnais       | 10,19            | 6 785 (2022)                      | 666                |
| La Harengère                | 27313      | Harengérois       | 3,59             | 598 (2022)                        | 167                |
| La Haye-le-Comte            | 27321      | Haye-le-Comtois   | 3,32             | 145 (2022)                        | 44                 |
| La Haye-Malherbe            | 27322      | Malherbois        | 9,93             | 1 374 (2022)                      | 138                |
| Herqueville                 | 27330      | Herquevillais     | 3,76             | 125 (2022)                        | 33                 |
| Heudebouville               | 27332      | Heudebouvillais   | 9,28             | 809 (2022)                        | 87                 |
| Heudreville-sur-Eure        | 27335      | Heudrevillais     | 14,15            | 1 066 (2022)                      | 75                 |
| Igoville                    | 27348      | Igovillais        | 5,61             | 1 701 (2022)                      | 303                |
| Incarville                  | 27351      | Incarvillais      | 7,09             | 1 352 (2022)                      | 191                |
| Léry                        | 27365      | Lérysiens         | 8,56             | 1 984 (2022)                      | 232                |
| Mandeville                  | 27382      | Mandevillais      | 3,05             | 343 (2022)                        | 112                |
| Le Manoir                   | 27386      | Manants           | 2,39             | 1 279 (2022)                      | 535                |
| Martot                      | 27394      | Martotais         | 8,48             | 458 (2022)                        | 54                 |
| Le Mesnil-Jourdain          | 27403      | Mesnil-Jourdanais | 10,41            | 238 (2022)                        | 23                 |
| Pinterville                 | 27456      | Pintervillais     | 5,93             | 805 (2022)                        | 136                |
| Pîtres                      | 27458      | Pitriens          | 10,97            | 2 572 (2022)                      | 234                |
| Pont-de-l'Arche             | 27469      | Archepontains     | 9,35             | 4 130 (2022)                      | 442                |
| Porte-de-Seine              | 27471      |                   | 6,46             | 209 (2022)                        | 32                 |
| Poses                       | 27474      | Posiens           | 5,39             | 1 118 (2022)                      | 207                |
| Quatremare                  | 27483      | Quatremarois      | 5,99             | 440 (2022)                        | 73                 |
| Saint-Aubin-sur-Gaillon     | 27517      | Saint-Aubinois    | 19,46            | 2 164 (2022)                      | 111                |
| Saint-Cyr-la-Campagne       | 27529      | Saint-cyriens     | 2,91             | 429 (2022)                        | 147                |
| Saint-Didier-des-Bois       | 27534      | Saint-Désiriens   | 5,58             | 895 (2022)                        | 160                |
| Saint-Étienne-du-Vauvray    | 27537      | Stéphanois        | 1,62             | 890 (2022)                        | 549                |
| Saint-Étienne-sous-Bailleul | 27539      |                   | 4,34             | 388 (2022)                        | 89                 |
| Saint-Germain-de-Pasquier   | 27545      |                   | 1,99             | 122 (2022)                        | 61                 |
| Saint-Julien-de-la-Liègue   | 27553      |                   | 4,67             | 419 (2022)                        | 90                 |
| Saint-Pierre-de-Bailleul    | 27589      | Saint-Bailleulais | 6,34             | 975 (2022)                        | 154                |
| Saint-Pierre-du-Vauvray     | 27598      | Saint-Pierrois    | 4,34             | 1 231 (2022)                      | 284                |
| Saint-Pierre-la-Garenne     | 27599      | Saint-Garennais   | 7,64             | 923 (2022)                        | 121                |
| La Saussaye                 | 27616      | Saulcéens         | 3,53             | 1 914 (2022)                      | 542                |
| Surtauville                 | 27623      | Surtauvillais     | 4,42             | 489 (2022)                        | 111                |
| Surville                    | 27624      | Survillais        | 5,72             | 854 (2022)                        | 149                |
| Terres de Bord              | 27412      |                   | 22,44            | 1 577 (2022)                      | 70                 |
| Les Trois Lacs              | 27676      |                   | 36,53            | 1 748 (2022)                      | 48                 |
| La Vacherie                 | 27666      | Vacherois         | 7,63             | 557 (2022)                        | 73                 |
| Le Val d'Hazey              | 27022      |                   | 14,37            | 5 156 (2022)                      | 359                |
| Val-de-Reuil                | 27701      | Rolivalois        | 25,94            | 12 939 (2022)                     | 499                |
| Le Vaudreuil                | 27528      | Valderoliens      | 5,49             | 3 622 (2022)                      | 660                |
| Villers-sur-le-Roule        | 27691      | Villersois        | 4,32             | 841 (2022)                        | 195                |
| Vironvay                    | 27697      | Vironvayens       | 3,9              | 331 (2022)                        | 85                 |
| Vraiville                   | 27700      | Vraivillais       | 6,82             | 725 (2022)                        | 106                |

### Démographie

#### Évolution démographique
| 1968   | 1975   | 1982   | 1990   | 1999   | 2009   | 2014    | 2020    |
| ------ | ------ | ------ | ------ | ------ | ------ | ------- | ------- |
| 53 937 | 61 715 | 73 553 | 88 197 | 93 807 | 99 685 | 102 375 | 103 175 |

#### Pyramide des âges en 2018
| Hommes | Classe d’âge | Femmes |
| ------ | ------------ | ------ |
| 0,4    | 90 ans ou +  | 1,3    |
| 4,9    | 75 à 89 ans  | 7,2    |
| 14,8   | 60 à 74 ans  | 16,2   |
| 20,4   | 45 à 59 ans  | 19,6   |
| 20,1   | 30 à 44 ans  | 19,8   |
| 18,1   | 15 à 29 ans  | 15,9   |
| 21,3   | 0 à 14 ans   | 20,1   |

| Hommes | Classe d’âge | Femmes |
| ------ | ------------ | ------ |
| 0,5    | 90 ans ou +  | 1,5    |
| 6,1    | 75 à 89 ans  | 8,5    |
| 16,7   | 60 à 74 ans  | 17,4   |
| 20,9   | 45 à 59 ans  | 20,2   |
| 18,9   | 30 à 44 ans  | 18,7   |
| 16,4   | 15 à 29 ans  | 14,9   |
| 20,4   | 0 à 14 ans   | 18,7   |

Le taux de personnes d'un âge inférieur à 30 ans (37,7 %) est supérieur au taux national (35,5 %) et au taux départemental (35,2 %). Le taux de personnes d'un âge supérieur à 60 ans (22,4 %) est inférieur au taux national (25,9 %) et au taux départemental (25,5 %).

## Organisation

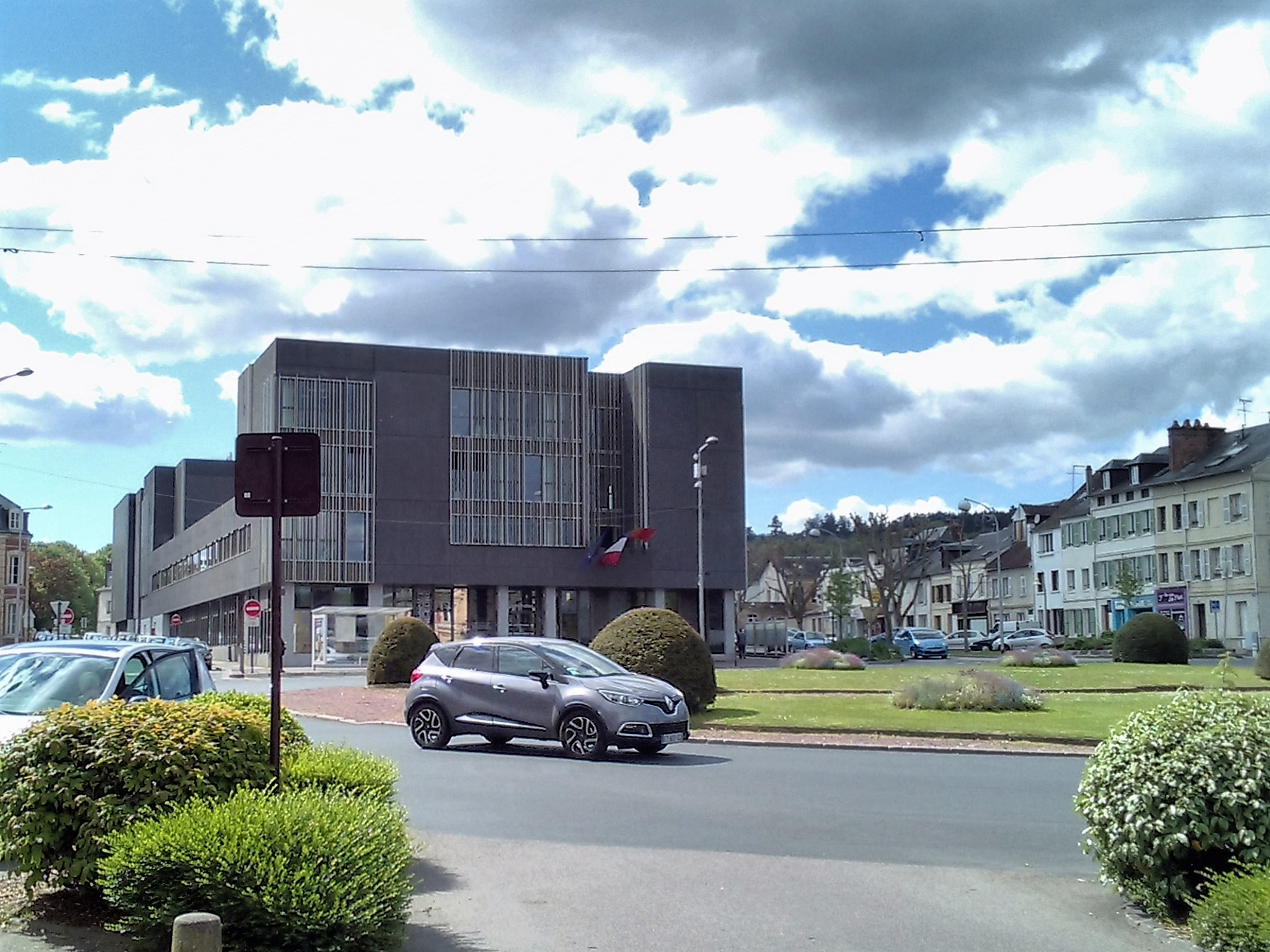
Le siège de la CASE à Louviers.

### Siège
Le siège de la CASE se trouve à Louviers au 1er de la Place Thorel. Il a été inauguré le mardi 28 janvier 2014 après 2 ans de travaux. Le bâtiment s'étend sur 7 300 m2 sur quatre niveaux. Il a coûté 15 000 000 €.

### Les élus
La communauté de communes est administrée par son conseil communautaire, composé pour la mandature 2020-2026 de  96 conseillers municipaux représentant chacune des  communes membres et répartis de la manière suivante : 

- 15 délégués pour Louviers ; 

- 10 délégués pour  Val-de-Reuil ;

- 5 délégués pour Gaillon ;

- 4 délégués pour Le Val d'Hazey ;

- 3 délégués pour Pont-de-l'Arche et Le Vaudreuil ;

- 2 délégués pour Clef Vallée d'Eure et  Pîtres ;

- 1 délégué ou son suppléant pour les  52 autres communes.
Au terme des élections municipales de 2020 dans l'Eure, le conseil communautaire renouvelé a élu le 9 juillet 2020 son nouveau président, Bernard Leroy, maire du Vaudreuil, ainsi que ses vice-présidents, qui sont en 2023 : 
1. François-Xavier Priollaud (MoDem), président délégué, maire de Louviers, vice-président de la commission affaires générales, mutualisation, contractualisation
2. Anne Terlez, première adjointe au maire de Louviers, vice-présidente de la commission transitions durables, politique de la ville, habitat ;
3. Jean-Marie Lejeune, maire délégué du Val d'Hazey (Sainte-Barbe-sur-Gaillon), vice-président de la commission des finances ;
4. Jean-Marc Moglia, DVD, maire d'Andé, vice-président de la commission action économique ;
5. Christophe Chambon, maire de Clef-Vallée-d'Eure (jusqu'en novembre 2023), vice-président de la commission Rayonnement touristique ;
6. Nathalie Breemeersch, maire d'Igoville, vice-présidente de la commission santé ;
7. François Charlier, PS, maire de Martot, vice-président de la commission amlénagement du territoire ;
8. Marie-Joëlle Lenfant, PS, maire d'Amfreville-sur-Iton, vice-présidente de la commission nouvelles filières de recyclage et propreté ;
9. Yann Le Fur, premier adjoint au maire de Gaillon, vice-président de la commission cycle de l'eau et préservation de la ressource ;
10. Hubert Zoutu, PS, maire d'Heudebouville, vice-président de la commission coopérations internationales ;
11. René Dufour, maire des Damps, vice-président de la commission des services à la personne ;
12. Jacky Bidault,  LREM, adjoint au maire de Louviers, vice-président de la commission mobilités : infrastructure et usages ;
13. Joël Le Digabel, maire de Courcelles-sur-Seine, vice-président de la commission sports et loisirs ;
14. Richard Jacquet, PS, maire de Pont-de-l'Arche, vice-président de la commission attractivité commerciale et rénovation des centres bourgs ;

### Liste des présidents
| Période       | Période                        | Identité      | Étiquette | Qualité |
| ------------- | ------------------------------ | ------------- | --------- | --- |
| décembre 1996 | décembre 2013                  | Franck Martin | PRG       | Maire de Louviers (1995 → 2014)                                                                            |
| janvier 2014  | avril 2014                     | Patrice Yung  | DVG       | Professeur de mathématiques au lycée des Fontenelles Maire-adjoint de Louviers                             |
| avril 2014    | En cours (au 7 septembre 2023) | Bernard Leroy | UDI       | Chef d'entreprise Maire du Vaudreuil (1997 → ) Ancien député (1993 → 1997) Réélu pour le mandat 2020-2026, |

### Compétences
L'intercommunalité exerce les compétences qui lui ont été transférées par les communes membres, dans les conditions déterminées par le code général des collectivités territoriales. Après la fusion de 2019, il s'agit de : 
- Développement économique : actions de développement économique, zones d'activité reconnues d'intérêt communautaire et promotion du tourisme, dont la création d'offices du tourisme ;
- Aménagement de l'espace communautaire : schéma de cohérence territoriale (SCoT), plan local d'urbanisme (PLU) et autres documents d'urbanisme, opérations d'aménagement, organisation de la mobilité ;
- Équilibre social de l'habitat: programme local de l'habitat (PLH), logement social reconnu d'intérêt communautaire, réserves foncières, logement des personnes défavorisées, amélioration du parc immobilier bâti d'intérêt communautaire
- Politique de la ville : diagnostic du territoire et définition des orientations du contrat de ville  : dispositifs contractuels de développement urbain, de développement local et d'insertion économique et sociale ainsi que dispositifs locaux de prévention de la délinquance ; programmes d'actions définis dans le contrat de ville ;
- Gestion des milieux aquatiques et prévention des inondations (GEMAPI) et actions complémentaires à celle-ci ;
- Aires d'accueil et jardins familiaux des Gens du voyage ;
- Collecte et traitement des déchets des ménages et déchets assimilés ;
- Eau potable, assainissement des eaux usées, gestion des eaux pluviales urbaines, maîtrise des eaux pluviales et de ruissellement ou lutte contre l'érosion des sols ;
- Protection et de mise en valeur de l'environnement et du cadre de vie : lutte contre la pollution de l'air, lutte contre les nuisances sonores, soutien aux actions de maîtrise de la demande d'énergie ;
- Équipements culturels et sportifs d'intérêt communautaire ;
- Action sociale d'intérêt communautaire : santé et maintien à domicile des personnes âgées et des personnes en situation de handicap ;
- Maisons de services au public ;
- Petite enfance, jeunesse ;
- Accès et usages numériques ;
- Actions en faveur du développement agricole ;
- Voies vertes ;
- Transports scolaires ;
- Support et soutien aux communes.

### Régime fiscal et budget
La communauté d'agglomération est un établissement public de coopération intercommunale à fiscalité propre.
Afin de financer l'exercice de ses compétences, l'intercommunalité perçoit, comme toutes les communautés d'agglomération, la fiscalité professionnelle unique (FPU) – qui a succédé à la taxe professionnelle unique (TPU) – et assure une péréquation de ressources.
Elle collecte également la taxe d'enlèvement des ordures ménagères (TEOM), qui finance ce service public.
L'intercommunalité ne reverse pas de dotation de solidarité communautaire (DSC) à ses communes membres.
En 2020, le budget de l'intercommunalité s'est élevé 105 millions d’euros en fonctionnement et 62 millions de dépenses d'équipement. Elle a reversé à ses communes membres 26 millions d'euros

### Effectifs
En 2020, afin de mettre en œuvre ses compétences, l’intercommunalité emploie 549 agents dont 352 femmes, auxquels s'ajoutent 97 agents salariés du centre intercommunal d'action sociale

### Identité visuelle
L'intercommunalité s'est dotée d'un logotype :

Logo de l'ancienne communauté d'agglomération.
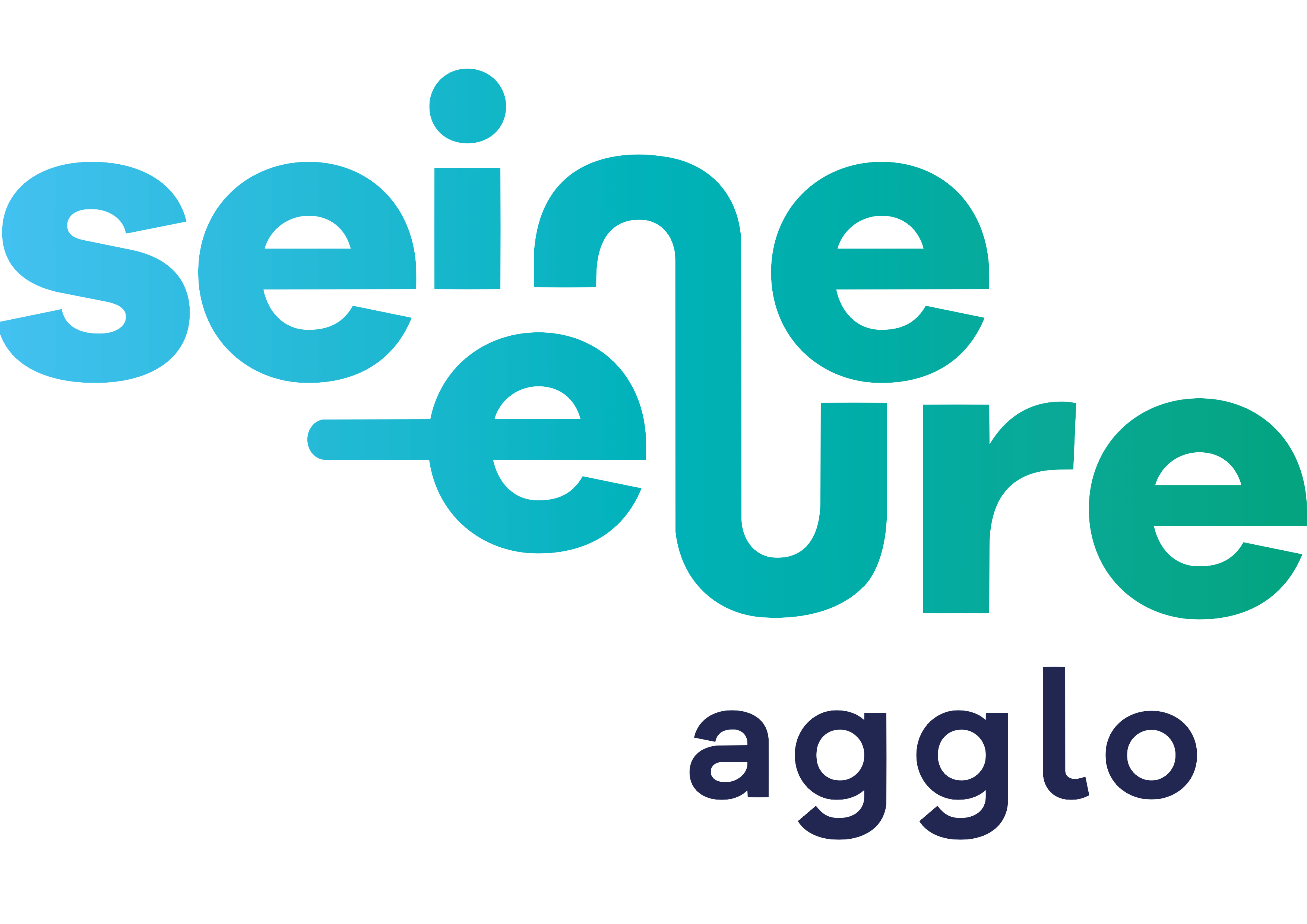
logo depuis 2018

## Projets et réalisations
Conformément aux dispositions légales, une communauté d'agglomération a pour objet d'associer « au sein d'un espace de solidarité, en vue d'élaborer et conduire ensemble un projet commun de développement urbain et d'aménagement de leur territoire ».